# Harry Belafonte
Harold George Bellanfanti Jr., meglio noto come Harry Belafonte (New York, 1º marzo 1927 – New York, 25 aprile 2023), è stato un cantante, musicista, attore e attivista dei diritti civili statunitense.
Fu soprannominato "Re del calypso" per aver reso popolare la musica caraibica negli anni cinquanta: uno dei suoi brani più celebri è Banana Boat Song. Per tutto l'arco della sua carriera, Belafonte si è battuto a favore di cause legate ai diritti umani e umanitarie. Negli ultimi anni è stato fra i critici più decisi dell'amministrazione Bush.

## Biografia

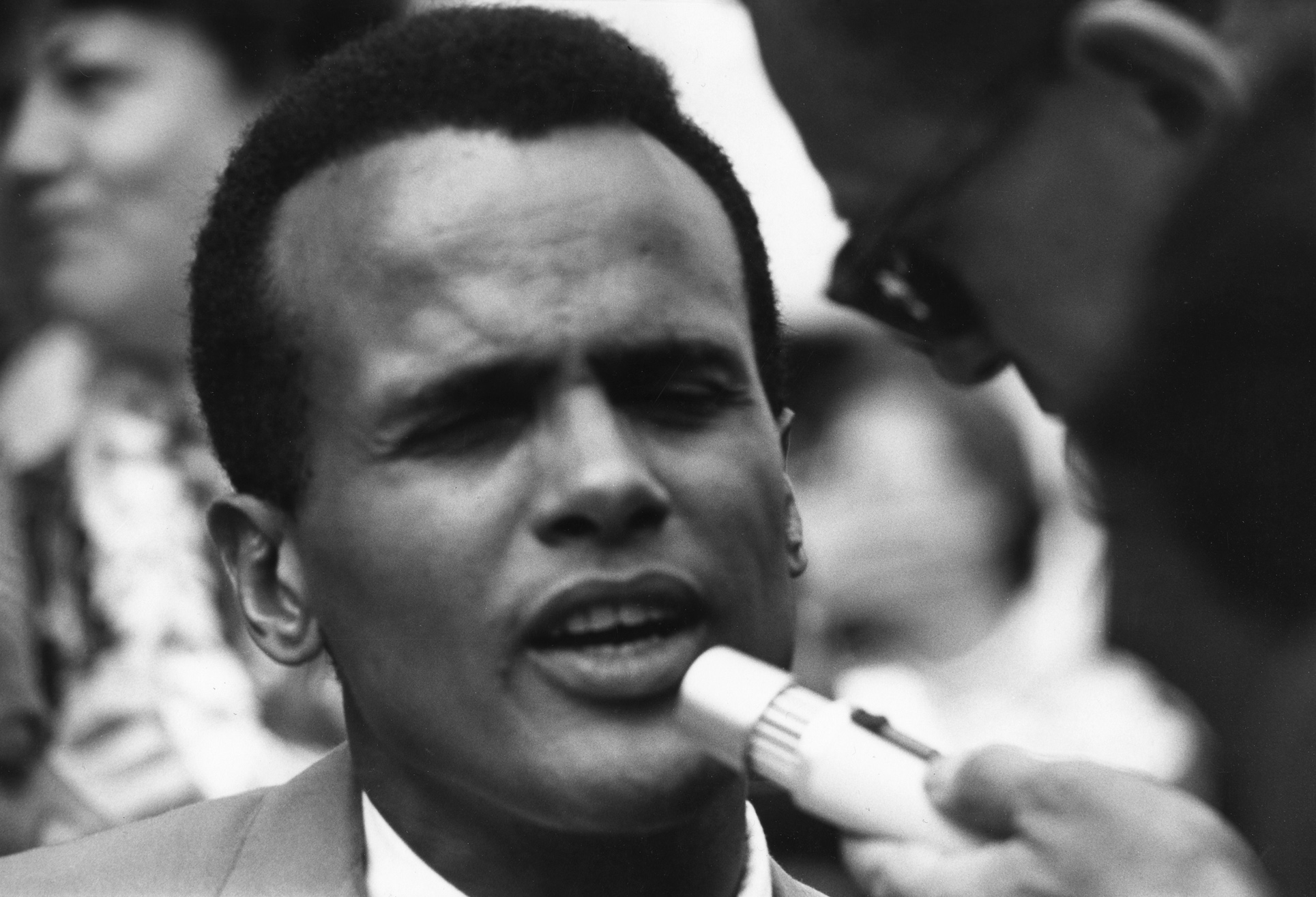
Harry Belafonte nel 1963 alla marcia su Washington per il lavoro e la libertà

Nasce nel 1927 nel quartiere Harlem di New York da genitori giamaicani, la governante Melvin Love (figlia di padre afro-giamaicano e madre scozzese-giamaicana) e il cuoco Harold George Bellanfanti Sr. (figlio di padre olandese ebreo sefardita e madre afro-americana). Nel 1935 si trasferisce con sua madre ad Aboukir, un villaggio in Giamaica. Nel 1939 torna a New York e frequenta la George Washington High School, dopodiché si arruola nella marina degli Stati Uniti durante la seconda guerra mondiale.
La sua carriera di musicista inizia alla fine degli anni quaranta, quando comincia a esibirsi in vari spettacoli collaborando anche con l'American Negro Theatre. Nel 1952 incide per la RCA Victor il suo primo singolo, Matilda. Ma il grande successo arriva prima con l'album Belafonte nel 1956 e poi con Calypso, il primo album a vendere più di un milione di copie. Nell'album è compresa anche la famosa Banana Boat Song. Belafonte continua a incidere per la RCA negli anni sessanta e settanta, portando alla ribalta in America cantanti come Miriam Makeba e Nana Mouskouri. Nel suo album Midnight Special (1962) suona anche un giovane armonicista, Bob Dylan.
Nel 1959, nel ruolo del minatore Ralph Burton, è protagonista della pellicola La fine del mondo, un film fantascientifico post-apocalittico in cui, dopo un disastro termonucleare, il minatore pare essere l'ultimo rimasto sulla terra fino all'incontro con una ragazza (interpretata da Inger Stevens), di cui si innamora e che porterà ad un'accesa rivalità con colui che in seguito si rivela il terzo sopravvissuto. Per motivi di censura (negli Stati Uniti del tempo vigeva ancora la segregazione) nel film non ci sono scambi di effusioni e aperti sentimentalismi tra il protagonista e la ragazza.
Nel 1985 è l’ideatore di USA for Africa,riuscendo a unire in un’unica notte un supergruppo di 45 celebrità della musica pop, tra cui Michael Jackson, Lionel Richie, Stevie Wonder e Bruce Springsteen, cantando We Are the World, scritta da Lionel Ritchie e Michael Jackson, prodotta da Quincy Jones e incisa a scopo benefico. I proventi raccolti, circa 80 milioni di dollari dell’epoca, vengono devoluti alla popolazione dell'Etiopia, afflitta in quel periodo da una disastrosa carestia. Il brano vince il Grammy Award come "canzone dell'anno", come "disco dell'anno", e come "miglior performance di un duo o gruppo vocale pop".
Durante la sua lunga carriera, oltre a interpretare vari film, mantiene un forte impegno per il riconoscimento dei diritti dei neri americani. È il primo afroamericano della storia a ricevere il Kennedy Center Honors nel 1989; successivamente riceve anche la National Medal of Arts (1994) e il Grammy Lifetime Achievement Award (2000). Tiene il suo ultimo concerto nel 2003, mentre nel 2012 riceve il Pardo alla carriera dal Festival internazionale del film di Locarno.
Belafonte è deceduto nella sua casa nell'Upper West Side di Manhattan il 25 aprile 2023 all'età di 96 anni. Il suo portavoce Ken Sunshine ha riferito al New York Times che la causa di morte è stata un'insufficienza cardiaca.

## Discografia parziale
Album in studio
- 1954 - "Mark Twain" and Other Folk Favorites
- 1956 - Belafonte
- 1956 - Calypso
- 1957 - An Evening with Belafonte
- 1957 - Belafonte Sings of the Caribbean
- 1958 - To Wish You a Merry Christmas
- 1958 - Belafonte Sings the Blues
- 1959 - Love Is a Gentle Thing
- 1959 - Porgy and Bess
- 1959 - My Lord What a Morning
- 1960 - Swing That Hammer
- 1961 - Jump Up Calypso
- 1962 - Midnight Special
- 1962 - Many Moods of Belafonte
- 1963 - Streets I Have Walked
- 1964 - Ballads, Blues and Boasters
- 1965 - An Evening with Belafonte/Makeba
- 1966 - An Evening with Belafonte/Mouskouri
- 1966 - In My Quiet Room
- 1966 - Calypso in Brass
- 1967 - Belafonte on Campus
- 1968 - Belafonte Sings of Love
- 1969 - Homeward Bound
- 1970 - Belafonte by Request
- 1970 - Harry & Lena, for the Love of Life
- 1971 - The Warm Touch
- 1971 - Calypso Carnival
- 1973 - Play Me
- 1977 - Turn the World Around
- 1981 - Loving You Is Where I Belong
- 1988 - Paradise in Gazankulu

Live
- 1959 - Belafonte at Carnegie Hall
- 1960 - Belafonte Returns to Carnegie Hall
- 1964 - Belafonte at the Greek Theatre
- 1972 - Belafonte... Live
- 1974 - Concert in Japan
- 1989 - Belafonte '89
- 1997 - An Evening with Harry Belafonte and Friends

Raccolte
- 2001 - The Long Road to Freedom, an Anthology of Black Music

## Filmografia

### Attore

#### Cinema
- Bright Road, regia di Gerald Mayer (1953)
- Carmen Jones, regia di Otto Preminger (1954)
- L'isola nel sole (Island in the Sun), regia di Robert Rossen (1957)
- La fine del mondo (The World, the Flesh and the Devil), regia di Ranald MacDougall (1959)
- Strategia di una rapina (Odds Against Tomorrow), regia di Robert Wise (1959)
- The Angel Levine, regia di Ján Kadár (1970)
- Non predicare... spara! (Buck and the Preacher), regia di Sidney Poitier (1972)
- Uptown Saturday Night, regia di Sidney Poitier (1974)
- I protagonisti (The Player), regia di Robert Altman (1992)
- Prêt-à-Porter, regia di Robert Altman (1994)
- Il rovescio della medaglia (White Man's Burden), regia di Desmond Nakano (1995)
- Kansas City, regia di Robert Altman (1996)
- Breathe, regia di Brandon Jameson - cortometraggio (2005)
- Bobby, regia di Emilio Estevez (2006)
- BlacKkKlansman, regia di Spike Lee (2018)

#### Televisione
- Front Row Center – serie TV, 1 episodio (1955)
- General Electric Theater – serie TV, 1 episodio (1955)
- Toast of the Town – serie TV, 2 episodi (1962-1964)
- The CBS Festival of Lively Arts for Young People – serie TV, 1 episodio (1974)
- Le tigri di Grambling (Grambling's White Tiger) – film TV (1981)
- Happily Ever After: Fairy Tales for Every Child – serie TV, 1 episodio, solo voce (1995)
- Swing Vote – film TV (1999)
- Pepi, Briciola e Jo-Jo (PB&J Otter) – serie TV, 1 episodio, solo voce (1999)

## Doppiatori italiani
- Pino Locchi in Carmen Jones, L'isola nel sole, Strategia di una rapina
- Gualtiero De Angelis in La fine del mondo
- Gianni Musy in Prêt-à-Porter
- Carlo Croccolo in Kansas City
- Renato Mori in Bobby
- Angelo Nicotra in BlacKkKlansman